# Йоанис Берекетлис
Йоанис Берекетлис или капитан Влахавас (на гръцки: Ιωάννης Μπερεκετλής, Βλαχάβας) е гръцки революционер, деец на Гръцката въоръжена пропаганда в Македония от началото на XX век.

## Биография
Берекетлис е роден в кожанското гръцко-влашко село Влашка Блаца, тогава в Османската империя. Присъединява се към гръцката пропаганда като четник и куриер на боеприпаси в Западна Македония, като подпомага дейността на Георгиос Цондос. След това създава своя собствена чета в района на българските села в Еордея. През 1905 година убива български свещеник на пазара в Кайляри.